# Saint-André-de-Sangonis
Saint-André-de-Sangonis is een gemeente in het Franse departement Hérault (regio Occitanie). De plaats maakt deel uit van het arrondissement Lodève. Saint-André-de-Sangonis telde op 1 januari 2022 6.364 inwoners.

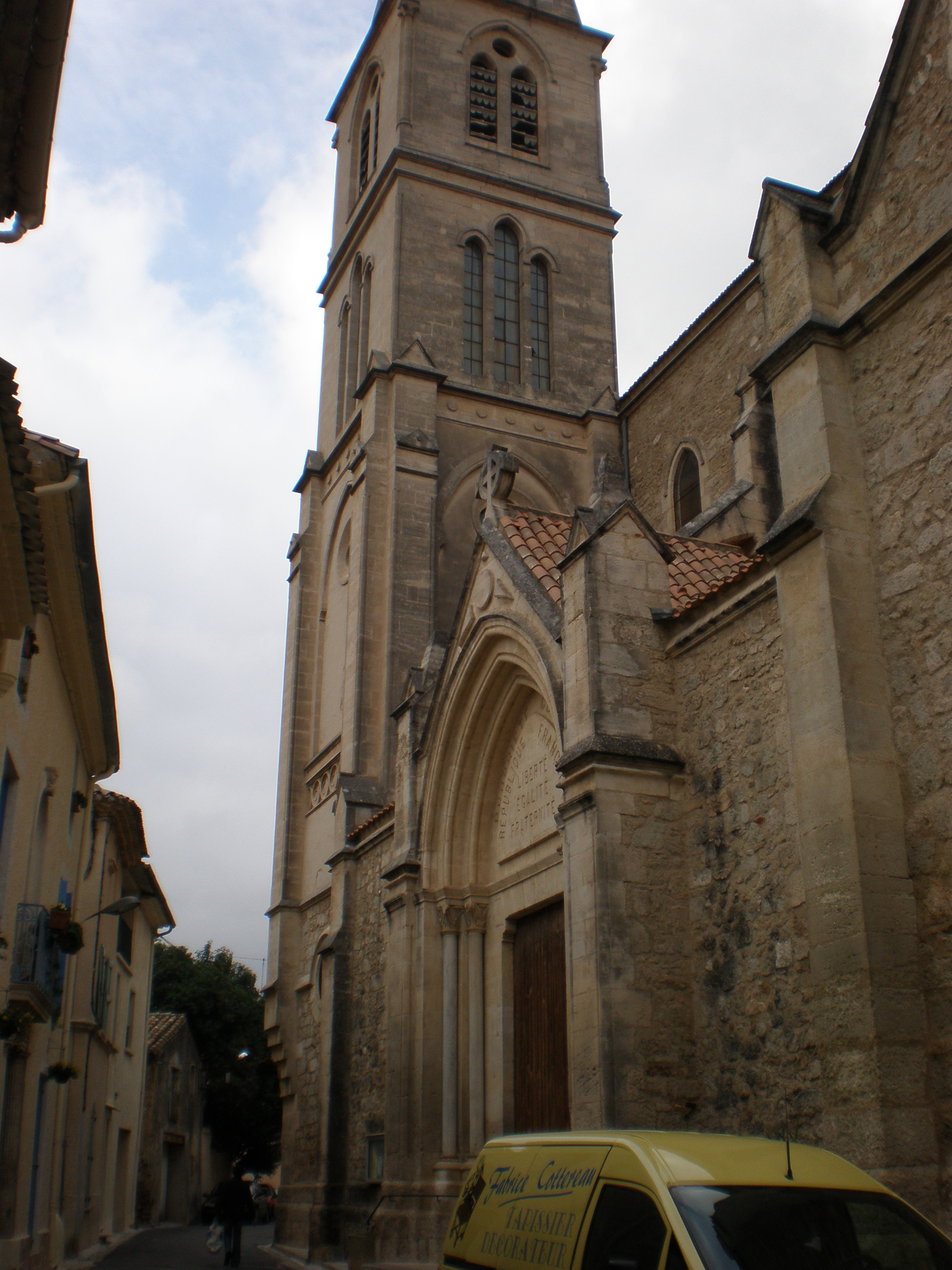
Kerk van Saint-André-de-Sangonis
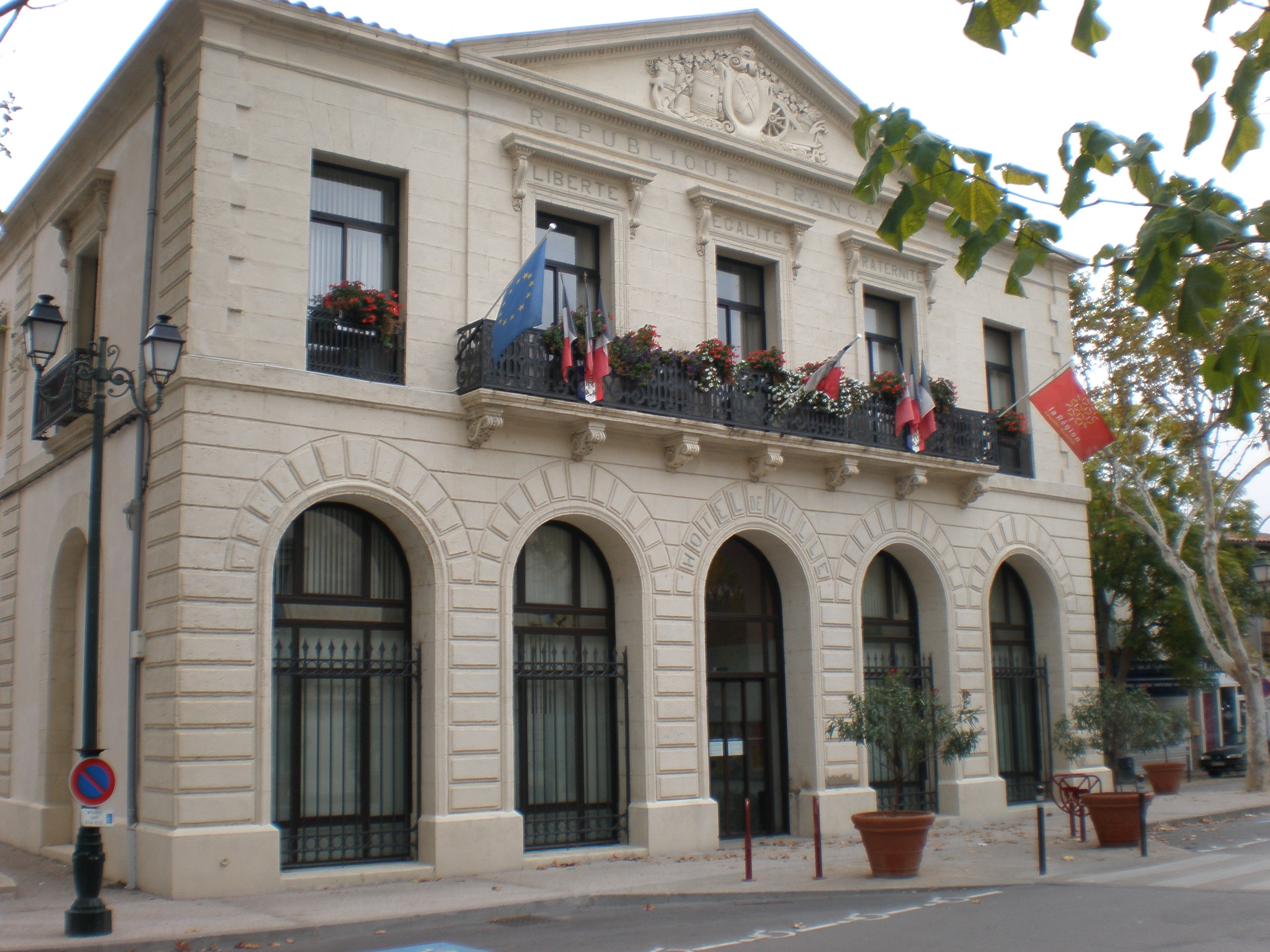
Gemeentehuis

## Geografie
De oppervlakte van Saint-André-de-Sangonis bedroeg op 1 januari 2022 19,6 vierkante kilometer; de bevolkingsdichtheid was toen 324,7 inwoners per km².

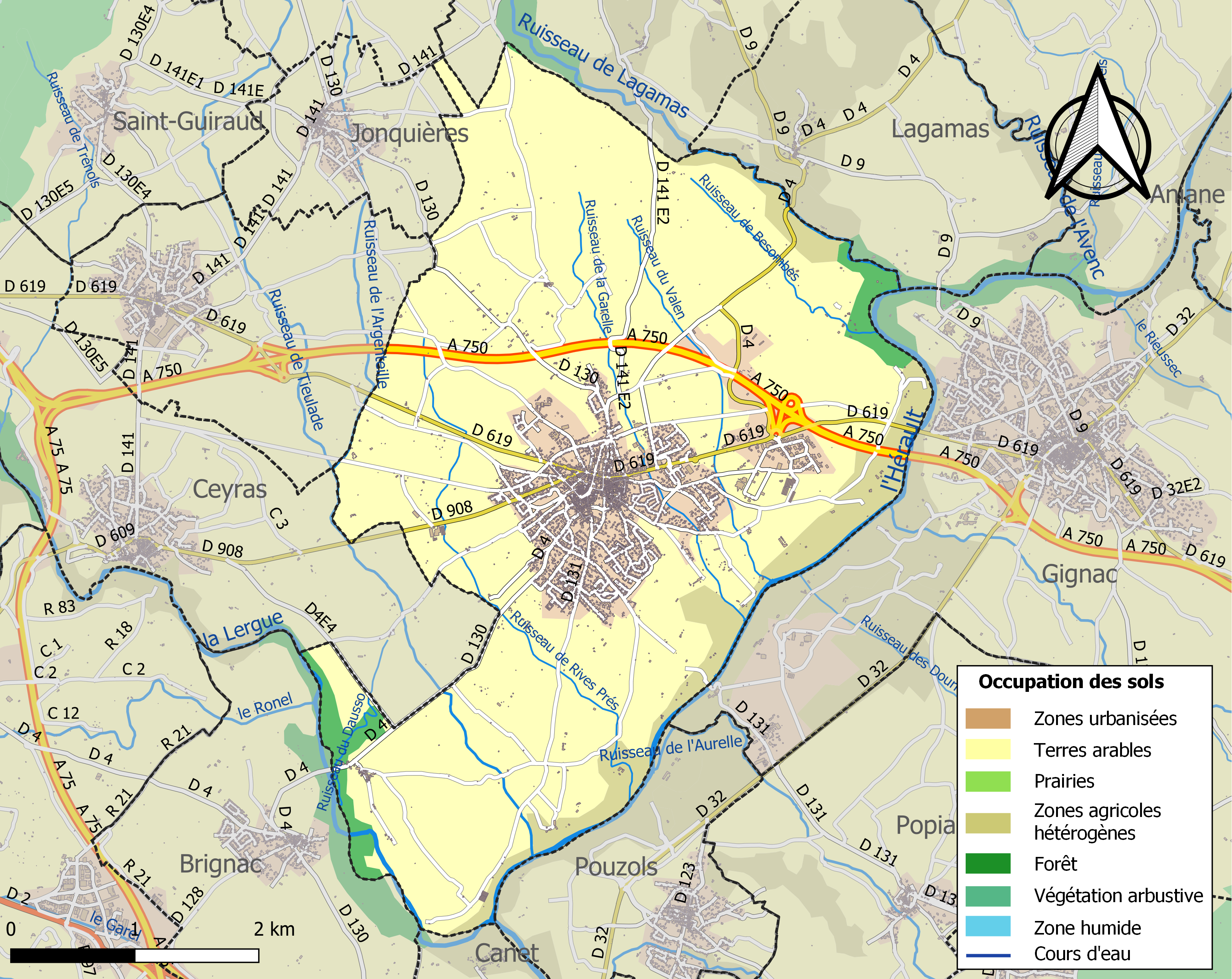
Kaart van de gemeente met belangrijkste infrastructuur, bodemgebruik en omliggende gemeenten

## Demografie
Onderstaande figuur toont het verloop van het inwonertal (bron: INSEE-tellingen).

## Geboren
- Joseph Boussinesq (1842-1929), natuur- en wiskundige